# 大久保忠郷
大久保忠郷（おおくぼ たださと）は、大久保玄蕃知行所の5代目領主、上級旗本。

## 生涯
- 享保8年（1723年）
  - 2月9日 8代将軍・徳川吉宗に御目見
- 享保13年（1728年）
  - 7月12日 家督を継ぐ。6000石を知行し、700石を弟の兵庫忠福に与える
- 寛延2年（1749年）
  - 10月1日亡くなる。享年43[1]

## 知行所の出来事
耕地拡大のため、山間部の開発も進められていた。開墾しお茶や漆など四木三草と呼ばれる商品作物の栽培も盛んになってきている。また、山は薪などの共同採取地（入会地）で、年貢の対象外で村の境界が曖昧であるため、利権を巡り村同士の訴訟が起こるようになってきた。
駿河国益津郡内の山間部に近い村にも大久保玄蕃知行所があり、坂本村などの村で享保16年（1731年）高草山の入会紛争が起こっている。勝訴した坂本村では翌年の享保17年（1732年）に「坂本村野山掟」が村民によって定められた。
ちなみに時は遡るが四代・大久保忠明のときには享保元年（1716年）に、同じ駿河国益津郡内の大久保家知行所に関わる6村（花沢村、方之上村、坂本村、中里村、小浜村、馬場村）の花沢山の入会紛争が起きている。